# Hughes H-1

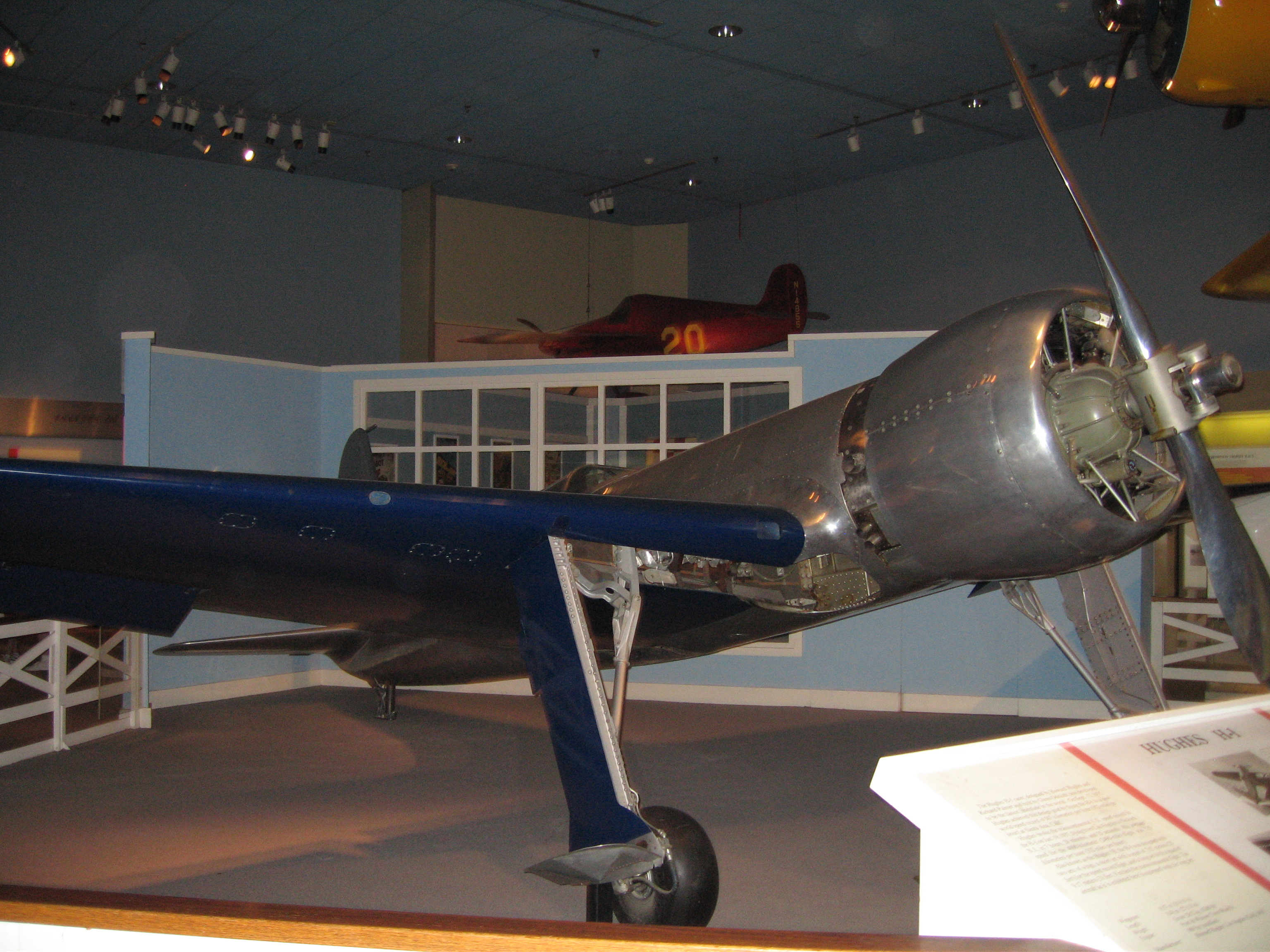
Die erhaltene Hughes H-1 Special

Die Hughes H-1 Special war das erste Flugzeug, das der vom Fliegen und von der Filmwelt begeisterte US-amerikanischen Millionär Howard Hughes 1934 für sich baute. Es handelte sich um einen einsitzigen, einmotorigen Tiefdecker mit hydraulisch einziehbarem Spornradfahrwerk, der speziell für Geschwindigkeitswettbewerbe gedacht war.

## Geschichte

### Entwicklung und Bau
Das erste von Hughes eingesetzte Rennflugzeug war die als Einzelstück gefertigte Boeing 100A, die speziell für ihn gebaut und am 25. Juli 1929 ausgeliefert wurde. Die Boeing 100A trug das Kennzeichen N247Y und war angeblich das schnellste private Flugzeug weltweit. Hughes nahm mit der stark modifizierten Maschine im Januar 1934 an den All-American Air Races in Miami teil und erreichte bei seinem Sieg eine um etwa ein Drittel höhere Geschwindigkeit, als die ebenfalls teilnehmenden Jagdflugzeuge Boeing P-12 und Boeing F4B, auf denen die zivile Model 100 basierte.
Aufgrund der Erfahrungen mit der Boeing 100A beschloss Hughes eine von Grund auf neue Konstruktion für seine Rekordflüge in eigener Verantwortung zu bauen. Mitte 1934 arbeitete ein Team von 18 Personen in einem Hangar auf dem Flughafen in Glendale an dem Projekt. Zu der Mannschaft gehörte neben dem neu engagierten Konstrukteur Ricard Palmer, auch der Pilot und Mechaniker Glen Odekirk, der bereits für den Umbau der Model 100 verantwortlich gewesen war. Unter strenger Geheimhaltung wurde das neue Rennflugzeug innerhalb von 18 Monaten fertiggestellt. Als Antrieb wählte Palmer statt des bei zeitgenössischen Rennflugzeugen üblichen Pratt & Whitney Wasp den neueren doppelreihigen Pratt & Whitney Twin Wasp Junior, der eine deutlich geringere Stirnfläche aufwies. 

### Geschwindigkeitsweltrekord 1935
Noch vor Fertigstellung der Maschine hatten Untersuchungen mit einem Modell im NACA-Windkanal in Langley ergeben, dass mit dem Entwurf eine Maximalgeschwindigkeit von 365 mph (584 km/h) erreicht werden könnte. Am 10. August 1935 fand der Erstflug der Maschine, die das Kennzeichen (N)R258Y erhielt, mit Hughes am Steuer statt. Wahrscheinlich startete die H-1 erst wieder am 12. September 1935 vom Martin Field bei Santa Ana. Der für diesen Tag geplante Rekordversuch musste jedoch nach drei von vier vorgeschriebenen  Vorbeiflügen auf einer 3 km langen Messstrecke wegen der einbrechenden Dunkelheit abgebrochen werden. Am nächsten Tag, dem 13. September 1935, stellte Hughes dann bei fünf Messflügen mit einer gemittelten Geschwindigkeit von 567,12 km/h (352,39 mph), einen neuen Geschwindigkeitsrekord für Landflugzeuge auf. Hughes versuchte sogar noch einen sechsten Vorbeiflug, da er überzeugt war eine noch höhere Geschwindigkeit erreichen zu können. Dabei versagte jedoch das Triebwerk schlagartig und Hughes musste eine Notlandung in einem Rübenfeld durchführen, wobei das Flugzeug aber nicht tiefgehend beschädigt wurde. Als Ursache wurde später eine Unterbrechung der Treibstoffzufuhr infolge eines Knäuels Stahlwolle in der Benzinleitung festgestellt.

### Umbau 1936
Im Jahr 1936 wurde die H-1 mit neuen Tragflächen und Triebwerksmodifikationen wieder aufgebaut. Die neuen Tragflächen, optimiert für hohe Geschwindigkeiten in größeren Höhen, hatten nun eine Spannweite von 9,7 m und der Motor sollte kurzzeitig bis zu 1100 PS leisten. Da sich Hughes nun auf Langstreckenrekordflüge konzentrieren wollte, erhielt die H-1 erstmals eine Sauerstoffversorgung für den Piloten und eine neue Funkausrüstung.

### Transkontinentaler Rekord 1937
Zwischenzeitlich hatte Hughes bereits mit einer Flugzeit von 9 Stunden 27 Minuten im Januar 1936 einen neuen transkontinentalen Rekord für die Strecke von Burbank (Los Angeles) nach Newark (New York) aufgestellt. Er benutzte hierfür eine von der Rekordfliegerin Jacqueline Cochran geliehene Northrop Gamma. Seinen für den Januar 1937 geplanten Transkontinentalflug mit der H-1 wollte er im Rahmen der Bendix Trophy  durchführen. Wegen des Einspruchs eines Teilnehmers, dass dies ein unfairer Wettbewerb sei, versprach Hughes den Flug unabhängig vom Wettbewerb zu halten. So startete er am 19. Januar 1937 in Burbank nachts um 2:14 Ortszeit zu seinem Flug nach Newark, das er diesmal nach 7 Stunden 28 Minuten in einer neuen Rekordzeit erreichte. Seine Durchschnittsgeschwindigkeit über die Strecke von 2490 Meilen (4000 km) betrug 332 mph (531 km/h).

### Verbleib der H-1
Die H-1 blieb ein Jahr in Newark und wurde dann nach Kalifornien zurückgeflogen. Hughes verkaufte die H-1 schließlich, kaufte sie wieder zurück, flog sie aber nie wieder. 1975 vermachte er sie kurz vor seinem Tod dem Smithsonian mit einer Gesamtflugzeit von 40,5 Stunden; etwa die Hälfte der Flugzeit hatte er selbst geflogen.
Die H-1 wird seitdem im National Air and Space Museum gezeigt.

## Konstruktion

### Flugwerk
Der Rumpf der Maschine war in Aluminium-Halbschalenbauweise mit Senknieten ausgeführt, um eine hohe aerodynamische Güte zu erreichen. Die Tragfläche wurde in Gemischtbauweise hergestellt, mit Sperrholz beplankt und zusätzlich mit Stoff überzogen, um die Oberflächengüte zu verbessern. Alle Ruder hatten eine Aluminiumstruktur, die mit Stoff bespannt war. Die Tragflächen hatten eine V-Stellung von 7°.

### Triebwerk
Der Doppelsternmotor Pratt & Whitney R-1535 Twin Wasp Junior, der in Meereshöhe kurzzeitig 1000 PS leisten konnte, war mit einer NACA-Haube verkleidet und gab seine Leistung an einen Constant-Speed-Zweiblattverstellpropeller des Herstellers Hamilton Standard ab.

## Technische Daten
| Kenngröße  | Daten                                                                                     |
| ---------- | ----------------------------------------------------------------------------------------- |
| Besatzung  | 1                                                                                         |
| Länge      | 8,23 m                                                                                    |
| Spannweite | 7,6 m (25 ft.) oder 9,7 m (31 ft. 9 in.)                                                  |
| Höhe       | 2,44 m                                                                                    |
| Leermasse  | 1617 kg                                                                                   |
| Startmasse | 2491 kg                                                                                   |
| Triebwerk  | Pratt & Whitney R-1535 mit 700 PS (ca. 510 kW) Dauerleistung, Zweiblatt-Verstellpropeller |